# Zlatohlávek (filmová cena)
Zlatohlávek (švédsky Guldbagge, anglicky The Guldbagge Awards) je název švédské filmové ceny, kterou od roku 1964 udílí Švédský filmový institut. Cenu představuje glazurovaná a pozlacená soška zlatohlávka vážící zhruba 1,2 kilogramu, kterou navrhl Karl Axel Pehrson. První ročník této filmové slavnosti či filmového bálu, jak se tenkrát nazýval, se konal 25. září 1964 v Grand Hotelu ve Stockholmu.
Ocenění je popisováno jako švédská obdoba Oscarů. Slavnostní vyhlašování a předávání cen bylo poprvé vysíláno švédskou televizí v roce 1981 na SVT2 (druhý program švédské veřejnoprávní televize). Od té doby byl ceremoniál vysílán téměř každý rok, měnil se však kanál, případně i televizní společnost, která ho vysílala. Střídavě to byly SVT1 (první program švédské veřejnoprávní televize), SVT2 nebo TV4 (hlavní program TV4 Group, švédské komerční televize).

## Historie

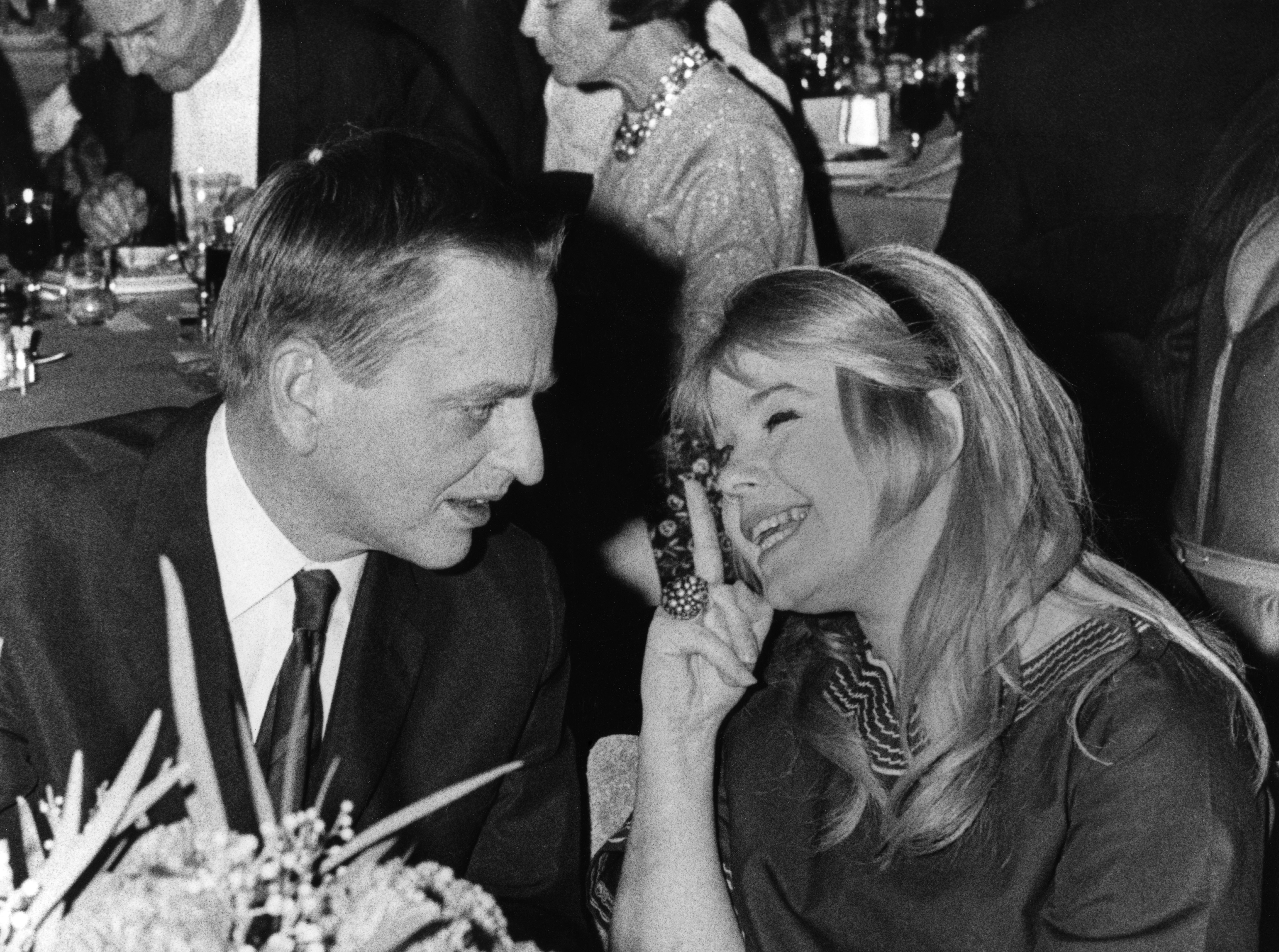
Politik Olof Palme a herečka Lena Nymanová, která patřila mezi oceněné na 5. ročníku (1968).

První ceny Zlatohlávek byly předány 25. září 1964 na soukromé párty v Grand Hôtelu ve Stockholmu. Byla předána čtyři ocenění a to pro nejlepšího herce, nejlepší herečku, nejlepšího režiséra a pro nejlepší film za díla z období 1963–1964.
Prvním oceněným nejlepším hercem byl Keve Hjelm za film Havraní čtvrť z roku 1963 (role otce, jeho syna Anderse hrál Thommy Berggren). Režisérem filmu byl Bo Widerberg. Ten sám ovšem ocenění nezískal (byť film byl mnohem později v divácké anketě zvolen jako nejlepší švédský film všech dob). Jako nejlepší režisér byl oceněn Ingmar Bergman za práci na filmu Mlčení (rovněž z roku 1963), který také získal cenu za nejlepší film (producentem filmu byl Allan Ekelund, někdy se proto uvádí jako nositel této ceny). První ocenění pro nejlepší herečku získala Ingrid Thulinová, rovněž za její výkon ve filmu Mlčení (postava Ester). Ocenění Zlatohlávek bylo po mnoho let vnímáno a zamýšleno jako exkluzivní a mimořádné, trvalo proto patnáct let, než se někomu podařilo vyhrát podruhé. Prvním hercem, který toho dosáhl, byl právě Keve Hjelm, který v roce 1979 získal zvláštní cenu (Cenu za celoživotní přínos švédskému filmu a divadlu) s přihlédnutím za jeho výkon v televizním seriálu God natt, jord.
Pro prvních devatenáct ročníků platilo, že slavnostní vyhlášení se konalo na podzim (v září nebo říjnu) a hodnoceny tak byly filmy za přibližně druhou polovinu předchozího a první polovinu aktuálního kalendářního roku. Například vyhlášení druhého ročníku se uskutečnilo až 15. října 1965 a hodnotily se filmy, které měly premiéru od července 1964 do června 1965. v roce 1971 došla porota k závěru, že předchozí filmový rok (1971/1970) byl tak nevalný, že se nekonal žádný slavnostní ceremoniál a v tomto roce bylo uděleno ocenění pouze za kategorii Nejlepší film. Od následujícího roku se ceremoniál konal již pravidelně. Od jubilejního 20. ročníku se přešlo na systém, kdy se hodnotí filmy z celého předcházejícího kalendářního roku (premiéra mezi 1. lednem a 31. prosincem). Sám 20. ročník však logicky musel být trochu výjimkou: hodnotilo se tak 18 měsíců filmové produkce (vyhlášení 20. ročníku bylo 24. ledna 1985).
Před rokem 1991 nebyli na slavnostním vyhlašování čteni žádní nominovaní, ohlašování byli jen vítězové jednotlivých kategorií. Od roku 1991 představila pořádající společnost (Švédský filmový institut) nový systém tří nominací ve všech kategoriích. Od roku 2016 se pro kategorie Nejlepší režisér, Nejlepší scénář, Nejlepší herečka (v hlavní roli), Nejlepší herec (v hlavní roli), Nejlepší herečka ve vedlejší roli a Nejlepší herec ve vedlejší roli zvýšil počet nominovaných na čtyři, zatímco pro kategorii Nejlepší film se vyhlašuje dokonce pět nominací.

## Předávaná cena

### Design
Samotné cena je malá socha ve tvaru brouka. Soška je vyrobena z mědi, která je smaltovaná a pozlacená, váží přibližně 1,2 kg. Sošku navrhl Karl Axel Pehrson, který vyhrál soutěž, jež byla organizována na podnět Harry Scheina, tehdejšího generálního ředitele Švédského filmového institutu. Dodneš však zůstává zahaleno tajemstvím, kteří další umělci (kromě Pehrsona) se soutěže zúčastnili a jak vypadaly jejich soutěžní návrhy. První exempláře cen byly vyrobeny v roce 1964 v továrně na porcelán AB Gustavsberg nedaleko Stockholmu, později jejich výrobu převzal umělecký řemeslník Patrik Sandell.
Na spodní stranu soušky je vždy připevněn štítek s označením kategorie a jménem vítěze příslušné kategorie. Na břichu brouka je současně vyryt nápis, který v překladu přibližně znamená: Zlatohlávek je komický, tragický, bizarní, vynikající - stejně jako svět filmu plný kontrastů. Jeho třpytivý let připomíná mihotání promítaného filmového pásu. Všichni brouci jsou si podobní, a přesto jsou různí a představují jedinečná umělecká díla.

### Etymologie
Guldbagge je švédské označení pro brouka z čeledi vrubounovitých, jehož latinské jméno je Cetonia aurata a česky se nazývá zlatohlávek zlatý. Barevně je velmi proměnlivý, krovky mívá kovově zlatozelené, zelené, fialové, načervenalé nebo bronzové. Autor sošky, Karl Axel Pehrson, uvedl proč si jako inspiraci při navrhování ceny zvolil právě zlatohlávka. „Zlatohlávek rád létá na letním slunci. Jeho chování a způsob života lze přirovnat k filmu.

## Nominační proces

### Nominační výbor
Jaké filmy a které osoby by měli být nominován pro různé kategorie ocenění Zlatohlávek určuje nominační výbor (komise). Skládá se ze 45 členů, kteří nominují tři kandidáty (film nebo osobu) v každé kategorii, s výjimkou Nejlepšího zahraničního filmu, Nejlepšího krátkého filmu a Nejlepšího dokumentu, které má zvláštní nominující skupiny. Členové výboru jsou aktivní ve švédském filmovém průmyslu a jsou jmenováni jejich příslušnými organizacemi nebo institucemi, jak je stanoveno správní radou Švédského filmového institutu.
Jmenovaní členové by měli mít dlouholetou praxi v některém povoláním souvisejícím s filmovým průmyslem nebo prokazatelné zkušenosti s hodnocením filmových děl. Při jmenování členů se usiluje o rovnost pohlaví a zastoupení různých věkových úrovní Členové poroty dodržují profesní tajemství ohledně své účasti v porotě. Po diskvalifikaci může být člen poroty nahrazen. Předsedu, který vede práci, jmenuje správní rada Švédského filmového institutu. Členové nominačního výboru jsou povinni sledovat všechny švédské filmy, které měly premiéru v kině v předchozím roce.

### Hlasování (určení nominací)
Členové výboru mají v každé kategorii jeden hlas, ve kterém uvedou svůj první, druhý a třetí výběr. Nominované filmy (osoby) jsou seřazeny podle počtu prvních míst. Kandidát (film nebo osoba), který získal nejmenší počet hlasů je vyřazen. v dalších kolech se na hlasovacím lístku členů, kteří na prvním místě uvedli nyní již vyřazeného kandidáta, bere v úvahu druhá, případně třetí volba. Tento proces se opakuje několik kol, až jsou nakonec pro slavnostní vyhlášení nominovaných vybrání závěreční tři kandidáti (od roku 2016 čtyři nebo pět, podle kategorie).

### Porota a vyhlášení vítězů
Po dokončení a předložení nominačního procesu, obvykle na začátku ledna, převezme práci závěrečná porota. v otevřených diskusích určí porota vítěze mezi třemi (resp. od roku 2016 čtyřmi nebo pěti) nominovanými v jednotlivých kategoriích. Cenu za celoživotní přínos švédskému filmu a divadlu jmenuje správní rada Švédského filmového institutu. Vyhlášení vítězů se koná během slavnostního předávání cen později v lednu. Toto slavnostní předávání (jak již bylo uvedeno) je od roku 1981 živě vysíláno některou švédskou televizí.
Porota se skládá z 9 členů, včetně předsedy. Představenstvo jmenuje předsedu poroty, který pak společně s týmem Švédského filmového institutu navrhuje dalších osm členů. Předseda poroty standardně nemá hlasovací právo, ale řídí práci poroty. Má však rozhodující hlas v případě, že v některé kategorii dojde k rovnosti hlasů. Obdobně jako u členů výboru pro nominaci,
členové poroty by měli mít dlouhodobé zkušenosti v některé povolání souvisejícím s filmem a naví jeden z členů poroty musí pocházet z jiné skandinávské země. Členové poroty dodržují profesní tajemství ohledně své práce v porotě. Pro zajištění kontinuity a současně obnovy členů poroty, se každý člen může zúčastnit maximálně po dobu čtyř let.

## Jednotlivé kategorie
Zpočátku se ocenění udílelo jen ve čtyřech kategoriích (film, režie, herec, herečka), postupně kategorie přibývaly až na současných více než 20 (část z nich jsou ovšem dále popsané tzv. speciální ceny), ale některé dříve udílené kategorie byly opět zrušeny. Následující přehled tedy shrnuje od kdy je daná kategorie vyhlašována, resp. u již neudílených cen uvádí období, kdy byla vyhlašována.

### Aktuálně udílená ocenění
1. Nejlepší film: od roku 1964 (od 1. ročníku)
2. Nejlepší režie: od roku 1964 (od 1. ročníku)
3. Nejlepší herec (v hlavní roli): od roku 1964 (od 1. ročníku), původně jen nejlepší herec
4. Nejlepší herečka (v hlavní roli): od roku 1964 (od 1. ročníku), původně jen nejlepší herečka
5. Nejlepší zahraniční film: od roku 1988, rozhodující je země, ve které byl film natočen (nikoli jazyk filmu)
6. Nejlepší kamera (kameraman): od roku 1989
7. Nejlepší scénář: od roku 1989
8. Nejlepší herec ve vedlejší roli: od roku 1996
9. Nejlepší herečka ve vedlejší roli: od roku 1996
10. Nejlepší krátký film: od roku 1996
11. Nejlepší dokumentární film: od roku 2001
12. Nejlepší střih: od roku 2012
13. Nejlepší návrh kostýmů: od roku 2012
14. Nejlepší zvuk: od roku 2012
15. Nejlepší make-up a styling: od roku 2012
16. Nejlepší filmová hudba: od roku 2012
17. Nejlepší výprava: od roku 2012
18. Nejlepší vizuální efekty: od roku 2012

### Bývalé ceny
- Cena za celoživotní přínos: od roku 1964 do 1987, od roku 2001 fakticky nahrazena cenou Čestný Zlatohlávek (která patří do speciálních cen a má odlišná pravidla udělování).
- Cena za přínos v kreativní oblasti (angl. Creative Achievement Award): od 1988 do 1999.
- Cena za přínos v oblasti střihu, scénografie, kostýmů, make-upu, speciální efektů a animace: 2000 to 2006, od roku 2012 nahrazena několika výše popsanými, samostatně udělovanými cenami.
- Cena za přínos v oblasti zvuku, mixáže a komponování filmové hudby: 2000 to 2006, od roku 2012 nahrazena několika výše popsanými, samostatně udělovanými cenami.
- Cena za přínos v jiných oblastech filmového průmyslu: 2007 to 2010.[3]

## Speciální ceny
Vítězové těchto cen jsou určovány speciálními výbory a zvláštními pravidly (nikoli výše popsaným nominačním procesem). Některé z těchto cen mají nebo měli odlišnou sošku.

### Aktuální speciální ceny
- Čestný Zlatohlávek (švédsky Hedersguldbaggen, anglicky Guldbagge Honorary Award)) je udělována od roku 2001 za mimořádný celoživotní přínos švédskému filmu, divadlu a kultuře. Mezi oceněnými nejsou jen herci a režiséři, ale i další profese, např. tanečníci a revuální umělci, filmoví kritici, překladatelé, hudebníci ad.
- Gullspira: od roku 2006, udělována za zvláštní přínos pro dětský film.
- Cena diváků: 2007 až 2011; znovu od roku 2013, pro nejlepší švédský film uplynulého roku podle diváků.

### Bývalá speciální cena
- Cena Ingmara Bergmana: byla udílena v letech 1978 až 2007 (kdy Ingmar Bergman zemřel), primárně měla ocenit ty kategorie filmových pracovníků, kterým ocenění Zlatohlávek není vůbec udělováno. V průběhu let ji získali např. scenáristé, skriptky, kostýmní návrháři, vizážistky a maskérky, produkční, osvětlovači ap.

## Kritika nominačního postupu
Začátkem roku 2005 byl kritizován nominační postup a porota, protože ze 33 švédských celovečerních filmů, které měly premiéru v roce 2004, jen tři byly nominovány do sedmi hlavních kategorií (film, režie, herec, herečka, herec ve vedlejší roli, herečka ve vedlejší roli, scénář) a především uniklo na veřejnost, že někteří členové poroty neviděli všech 33 filmů, přestože jim to jako povinnost ukládájí pravidla.